# Relações entre Azerbaijão e Israel
As relações entre Azerbaijão e Israel são as relações diplomáticas estabelecidas entre a República do Azerbaijão e o Estado de Israel.

## História
Depois de conquistar a sua independência em 1991, o Azerbaijão surgiu como um dos amigos mais próximos de Israel no mundo muçulmano. Além disso, o Azerbaijão surgiu como o pilar fundamental da cooperação israelense na região da Transcaucásia, e viu uma oportunidade geopolítica que permitiu a realização da visão de um novo "Mundo Turco", o que impediria a influência do Irã na Ásia Central. Na verdade, a parceria entre Azerbaijão e Israel baseia-se principalmente na cultura, uma vez que o Azerbaijão é um lar histórico para o povo judeu, enquanto dezenas de judeus azeris vivem em Israel.
Desde a sua criação, Israel sempre procurou aliados entre as nações muçulmanas, a fim de reforçar sua legitimidade internacional e diluir a dimensão religiosa no conflito árabe-israelense. Após o colapso da União Soviética, as opções de política externa de Israel se expandiram. Israel tomou a decisão de estabelecer relações mais profundas com os países da Comunidade de Estados Independentes, em particular com o Azerbaijão. Após a sua independência, o Azerbaijão escolheu a Turquia como o seu parceiro estratégico. Por conseguinte, este eixo turco-azerbaijano teve um impacto significativo nas relações de Israel com o Azerbaijão, com os três países partilhando ameaças de segurança e percepções geoestratégicas semelhantes. No entanto, desde a deterioração da parceria israelo-turca, particularmente após o incidente de Mavi Marmara, em 31 de maio de 2010, a importância de um relacionamento com um país tão rico em energia e estrategicamente localizado como o Azerbaijão se tornou mais importante para a política externa israelense.
O fim da Guerra Fria foi um fator importante que contribuiu para a formação da entente israelo-azerbaijana. A memória dos bons laços históricos entre a comunidade judaica e a maioria da população do Azerbaijão foi um elemento psicológico importante que acrescentou legitimidade e continuidade às relações atuais entre Israel e Azerbaijão.
No rescaldo da Guerra Fria, as forças árabes anti-ocidentais foram enfraquecidas pelo colapso da União Soviética, o seu principal patrocinador. Enquanto os Estados Unidos estavam envolvidos em uma reavaliação de sua posição estratégica na vizinhança, Israel precisava encontrar um novo papel na paisagem geopolítica que mudava rapidamente e reafirmar a sua aliança com os Estados Unidos e outros países ocidentais. Um dos desafios para o Ocidente era garantir que um novo vácuo geopolítico na região sul da Rússia não fosse preenchido com tendências islâmicas radicais provenientes da República Islâmica do Irã ou reabsorvido por um renovado Império Russo. A liderança israelense comunicou à América que estava disposta a envolver-se com os estados pós-soviéticos e a fornecer desenvolvimento e, se necessário, ajuda militar, para suavizar a transição para uma nova ordem regional, livre do controle russo.
Buscando parceiros na região do Cáucaso, o Estado judeu encontrou um parceiro voluntário na República do Azerbaijão, um pequeno Estado pró-ocidental, secular, empoleirado entre dois antigos mestres imperiais (Rússia e Pérsia). O Azerbaijão também estava desesperado e com a intenção de sair do seu isolamento diplomático, uma sobrevivência atávica de simpatias pró-armênias entre a maioria das nações cristãs ocidentais. Israel estendeu seu reconhecimento da República do Azerbaijão em 25 de dezembro de 1991. As relações diplomáticas entre os dois Estados foram estabelecidas no dia 6 de abril de 1992, quando o Azerbaijão esteve envolvido em um conflito sangrento sobre o destino da região de Nagorno-Karabakh.

## Cooperação militar
Nas últimas duas décadas e meia, Israel e Azerbaijão desenvolveram relações estratégicas e de defesa estáveis. Tais relações incluem cooperação nos campos militar e de segurança e o intercâmbio de informações de inteligência, que também inclui a cooperação em operações antiterrorismo e de segurança nas fronteiras. Por exemplo, em 2008, bem como em 2012, as autoridades do Azerbaijão, com o auxílio de serviços de inteligência israelenses, impediram um ataque terrorista, envolvendo membros de uma célula do Hezbollah, que planejava atacar sistemas de radar anti-míssil, assim como a embaixada dos Estados Unidos e de Israel em Baku. Israel tem prestado apoio ao Azerbaijão no reforço da infra-estrutura de segurança do Aeroporto Internacional Heydar Aliyev, modernizando os antigos equipamentos militares de origem soviética do Azerbaijão em suas forças armadas, treinando segurança e pessoal militar a partir de 2001.
Em 2011, Israel começou a fornecer ao Azerbaijão veículos aéreos não tripulados para monitorar suas fronteiras. O Azerbaijão também demonstrou um interesse significativo no sistema de defesa de mísseis Iron Dome, cuja compra foi confirmada pelo primeiro-ministro Benjamin Netanyahu, no Knesset, em 18 de dezembro de 2016, para contrariar a recente aquisição de mísseis balísticos de curto alcance Iskander pela Armênia.